# Belisario Corenzio
Belisario Corenzio (Achaïe en Grèce, 1558 – Naples, 1643), Grec de naissance, est un peintre italien maniériste de l'école napolitaine, spécialiste des fresques.

## Biographie

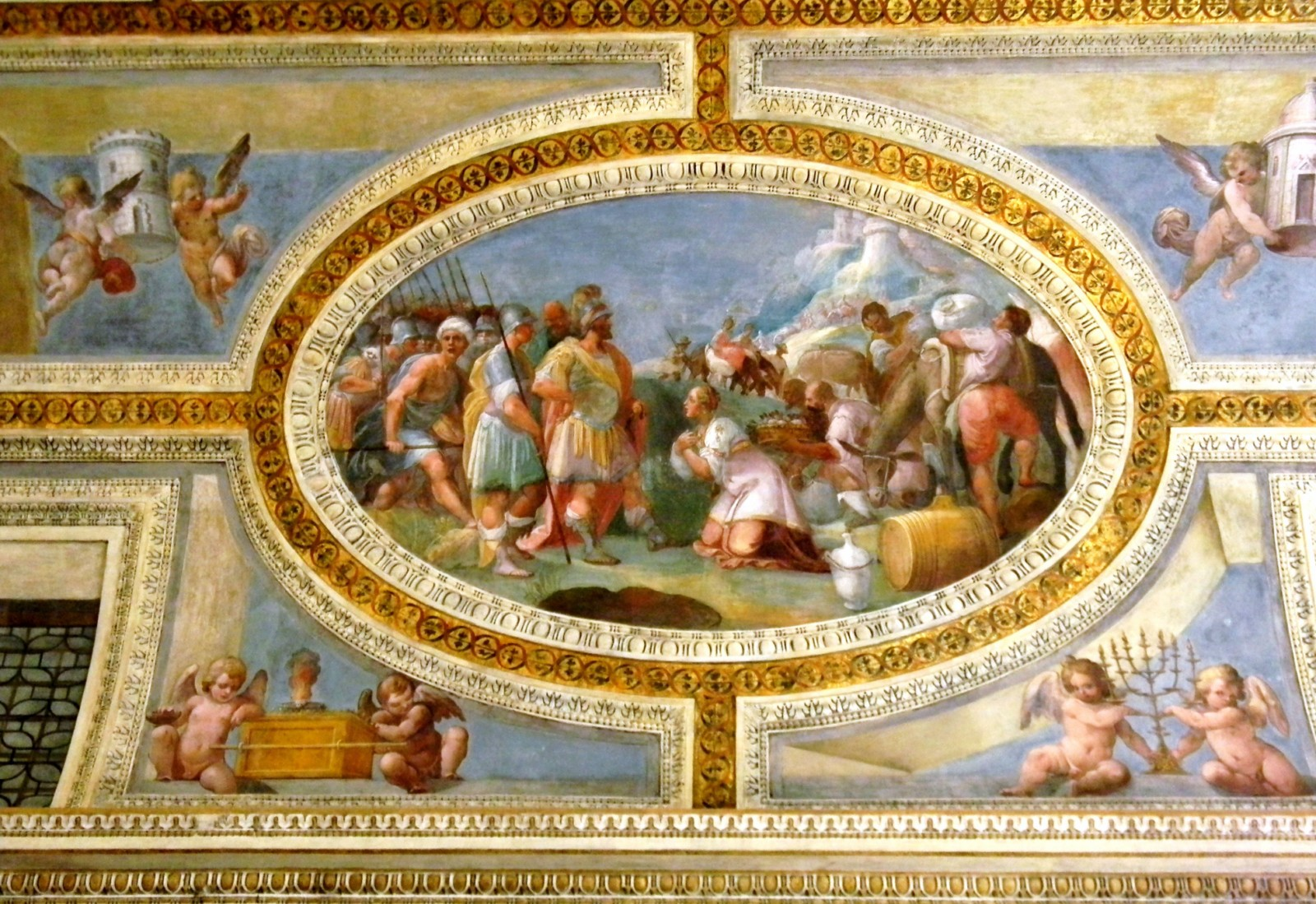
Fresque de la sacristie
de la basilique de la Très-Sainte-Annonciation-Majeure.

Belisario Corenzio s'est établi à Naples en 1570 et devient actif vers 1590 comme artiste de la Contre-Réforme, par un art facile refusant toute rénovation avant que ne l'emporte le style caravagesque ou bolonais.
Il a refusé ouvertement  la concurrence d'autres artistes et il fera fuir nombre de ses concurrents potentiels à Naples comme Le Dominiquin, Giovanni Lanfranco et Guido Reni venus en 1621 dans la cité parthénopéenne pour peindre dans la chapelle royale du Trésor de San Gennaro de la cathédrale. Corenzio a même commandité l'assassinat de Guido Reni par un bravo. L'aide de celui-ci ayant été tué, Guido Reni effrayé, s'est prudemment retiré à Bologne.
Prolifique, il a décoré des palais (Palazzo Sanseveri di Sangro) et un grand nombre d'églises.
Influencé par le Cavalier d'Arpin, il est le premier décorateur napolitain, à l'origine d'une tradition picturale qui se continue jusqu'à Francesco Solimena.
Luigi Roderico, dit le Sicilien, Michele Regolia et sans doute Massimo Stanzione furent de ses élèves. Il a été probablement le maître de Giovanni Battista Caracciolo, appelé aussi Battistello, qui collabora avec lui à la décoration de la chapelle du Mont-de-Piété de Naples, au début du XVIIe siècle.

## Œuvres
- La Fuite en Égypte, Musée Magnin, Dijon
- Fresques de la crypte de la cathédrale de Salerne
- Fresques des tympans de l'abside de l'église Santa Maria di Costantinopoli de Naples (1615)
- Fresques du plafond de l'église Santa Maria la Nova de Naples
- La Nativité, L'Épiphanie,  La Présentation au Temple, Le Repos en Égypte de la Sainte Famille, église Santa Maria del Popolo
- Fresque de l'intérieur de l'église Santa Patrizia de Naples
- Fresque de la sacristie de la basilique de la Très-Sainte-Annonciation-Majeure de Naples
- Peintures des églises :
  - Monte Cassino, 1605-1609 (détruite en 1944)
  - église dei Santi Severino e Sossio de Naples
  - église du Gesù Nuovo de Naples, 1635
  - église Santa Maria della Sapienza de Naples, 1639-1641
  - S. Maria degli Angeli alle Croci
  - crypte du duomo de Salerne (scènes illustrant l'évangile de Matthieu)
- L'Annonciation, église de la Pietà dei Turchini de Naples

## Sources

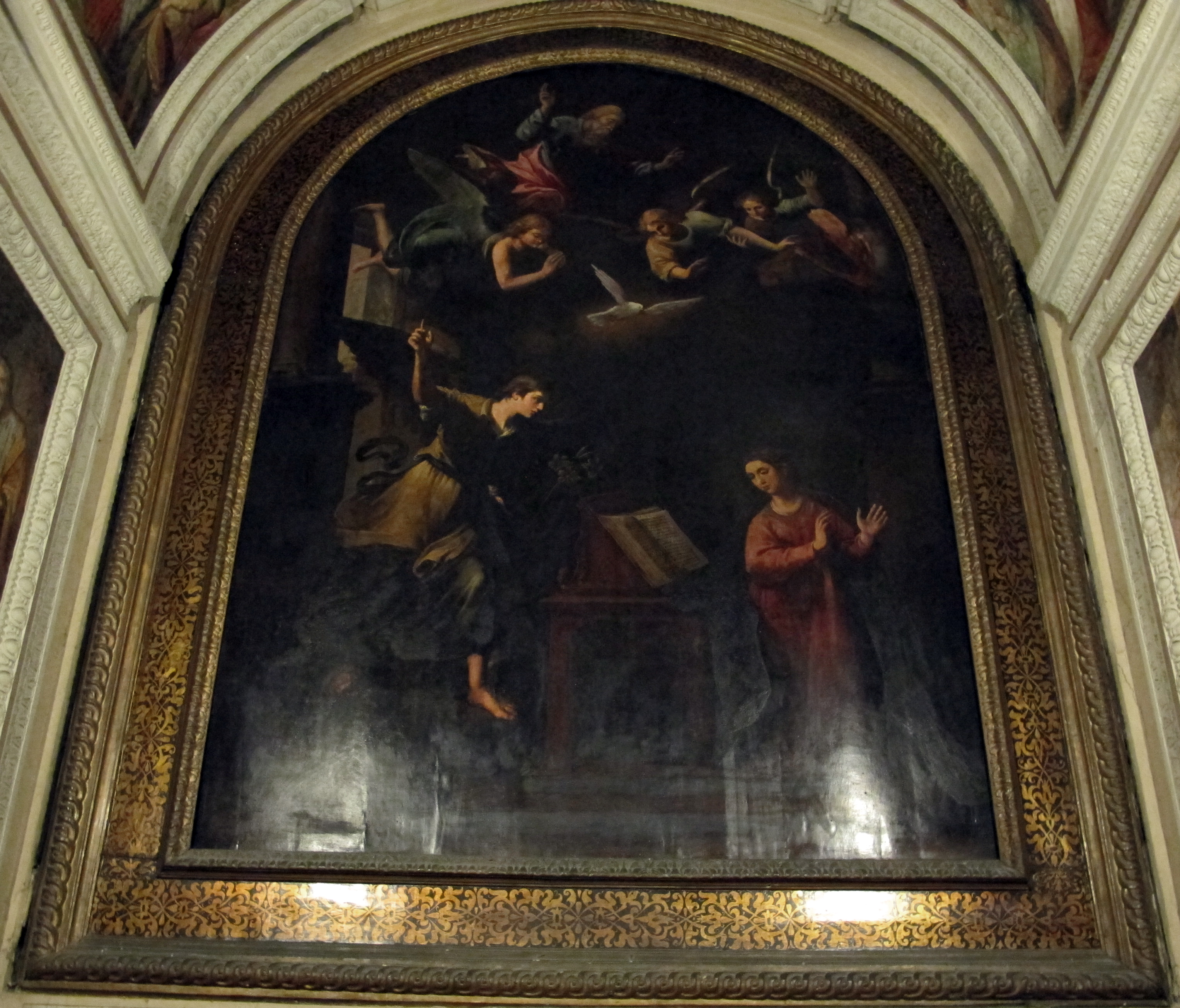
L'Annonciation, église de la Pietà dei Turchini de Naples.

- (en) Cet article est partiellement ou en totalité issu de l’article de Wikipédia en anglais intitulé « Belisario Corenzio » (voir la liste des auteurs).
- Notice biographique sur Larousse.fr